# Gun (Vorname)
Gun ist ein weiblicher Vorname.

## Herkunft und Bedeutung
Der Name wird vor allem im Schwedischen verwendet und ist eine moderne Form von Gunnr. Dieser Name wiederum ist abgeleitet vom altnordischen gunnr, was Krieg bedeutet. Dies war der Name eines Wallfahrtsortes in der nordischen Legende.
Die männliche schwedische Form von Gun lautet Gunne. Andere weibliche Varianten sind Gunda, Gunna, Gundula und Gunn.

## Bekannte Namensträgerinnen
- Gun-Brit Barkmin (* 1971), deutsche Opernsängerin und Konzertsolistin
- Gun Hellsvik (1942–2016), schwedische Politikerin
- Gun-Britt Tödter (* 1967), deutsche Autorin
- Gun Birgit Johnson (* 1929), schwedische Schlagersängerin und Schauspielerin, siehe Bibi Johns
- Gun Röring (1930–2006), schwedische Turnerin
- Gun Jacobson (1930–1996), schwedische Schriftstellerin
- Gun Kessle (1926–2007), schwedische Fotografin, bildende Künstlerin und Autorin